# Giovanni Felisati
Giovanni Felisati (Mestre, 24 giugno 1909 – Venezia, 28 luglio 1944) è stato un partigiano italiano.
Operaio presso la Montevecchio di Marghera, detto "il moro", venne arrestato l'8 gennaio 1944. Fu uno dei tredici prigionieri uccisi per rappresaglia dopo l'attentato alla sede della GNR a Ca' Giustinian, avvenuto il giorno prima dell'esecuzione. A lui fu intitolato il battaglione comandato da Erminio Ferretto.
Gli è stata dedicata una via di Mestre. Suo fratello era il pittore Vittorio Felisati